# ويلمار الدولية
شركة ويلمار الدولية ذات مسؤولية محدودة (بالإنجليزية: Wilmar International Limited)، المنشأة عام 1991، هي المجموعة الآسيوية الرائدة للأعمال الزراعية التجارية. ترتب في صدارة الشركات المسجلة في بورصة سنغافورة
من ناحية القيمة السوقية، فتحتل المرتبة الثانية اعتبارا من سبتمبر 2010. هي شركة قابضة سنغافورية للاستثمار توفر خدمات إدارية لشركاتها التابعة التي يزيد عددها على 400 شركة. وفي 2015، كانت مرتبة في المركز المائتين والثاني والخمسين في قائمة الخمسمائة الدولية لمجلة فوربز.
تشمل نشاطات ويلمار التجارية تنمية نخل الزيت، وتصفية وتسويق زيوت الطهي، وتطحين الحبوب الزيتية، ومعالجة وتسويق زيوت الطهي للاستهلاك، وذهون خاصة، ومواد كيميائية زيتية، وإنتاج الديزل الحيوي، ومعالجة وتسويق الحبوب وفول الصويا. وتشمل خدمات أخرى مثل توزيع السماد وخدمات استئجار السفن.لها ما يزيد على 450 مصنع وشبكة توزيع واسعة تغطي الصين والهند وأندونيسيا وفيتنام
وتقريبا 50 دولة أخرى. توظف المجموعة قوة عاملة عددها يزيد على 92,000 عامل.

## ملف تجاري
شركة يونيليفر من أهم عملاء ويلمار. الشركتان هما عضوان في الجمعية لزيت النخل المستدام (بالإنجليزية: Roundtable on Sustainable Palm Oil؛ RSPO)‏ التي تجمع بين تجار تجزئة ومنتجين ومنظمة أهلية مثل أوكسفام والصندوق العالمي للطبيعة.
مؤسس ويلمار الدولية كان "مارتوا سيتورس" من إندونيسيا. الرئيس هو كوك خون هونغ. أسمت مجلة فوربز كوك ثالث أغنى شخص في سنغافورة في 2009، وكان مارتوا سيتورس ثاني أغنى شخص في إندونيسيا في نفس السنة. 

### انتهاكات حقوق الإنسان عام 2016
يوم 30 نوفمبر 2016، أصدر تقرير عن منظمة العفو الدولية يتناول ظروف العمل في مزارع ومصافي ويلمار الدولية في إندونيسيا. زعم فيه انتهاكات حقوق الإنسان، بما فيها "العمل القسري والأجور المنخفضة والتعرض لمواد كيميائية سامة والتمييز ضد المرأة. وفق منظمة العفو الدولية، فاستفادت ويلمار الدولية من عمل أطفال من الثامن إلى الرابع عشر من العمر، والعمل القسري. ابتزل بعض العمال أو هُددوا أو لم يحصلوا على أجورهم. عانى بعض العمال من إصابات خطيرة من مواد سامة محظورة. من عملاء ويلمار الدولية هناك كولغيت - بالموليف وكلوقز ونستله وبروكتر وغامبل وريكيت بينكيزر ويونيليفر وغيرها. زيت نخل ويلمار قد يكون موجوداً في معجون أسنان من كولجيت ومواد تجميل من دوف وشوربة من كنور وشوكولاتة من كيت كات ومنتجات من آريال وغيرها.